# Prince Paul
Paul Edward Huston (nascido em 2 de abril de 1967), mais conhecido por seu nome artístico Prince Paul, é um produtor musical, DJ e músico americano de Amityville, Nova York. Paul começou sua carreira como DJ da banda Stetsasonic. Ele trabalhou em álbuns do Boogie Down Productions, Gravediggaz, MC Lyte, Big Daddy Kane e 3rd Bass, entre outros. Prince Paul ganhou grande reconhecimento quando produziu o álbum de estreia do De La Soul, 3 Feet High and Rising (1989), no qual foi pioneiro em novas abordagens de produção, mixagem e no uso de samples de hip hop, principalmente ao incluir esquetes de comédia.
Seu primeiro álbum solo, Psychoanalysis: What Is It?, foi lançado em 1997, seguido por um segundo álbum, A Prince Among Thieves, em 1999.

## Vida e carreira

### Início da vida
Paul Edward Huston nasceu em 2 de abril de 1967 em Amityville, Nova York. Paul se interessou por música desde pequeno e começou a colecionar vinis quando tinha cinco anos. De acordo com sua mãe, ele era maduro para sua idade e tendia a sair com amigos mais velhos.
Quando estava na quinta série, começou a trabalhar como DJ, usando uma configuração improvisada de um toca-discos Lafayette conectado a outro conjunto de toca-discos e usando o botão de equilíbrio como fader. Em 1981, aos 14 anos, Paul fez uma apresentação como DJ no The Ace Center Amityville que o ajudou a ganhar reconhecimento. Ele criou uma apresentação com “Pump Me Up”, do Trouble Funk, que mais tarde descreveu como sua “reivindicação à fama”. Depois da apresentação no The Ace Center, Paul começou a tocar em festas e participar de gravações com Biz Markie quando estava na 8ª série. Na mesma época, o professor de música do ensino fundamental de Paul era Everett Collins, baterista dos The Isley Brothers. Collins mais tarde apresentou Paul a um membro do De La Soul, Maseo.

### Décadas de 1980 e 1990
Prince Paul começou a se apresentar com grupos durante a adolescência, primeiro participando de um grupo chamado Soul Brothers com seu amigo de longa data Don Newkirk. Paul foi um dos membros originais do Stetsasonic. Ele entrou para o grupo em 1984, depois de impressionar Daddy-O com sua apresentação na batalha de DJs “Brevoit Day Celebration”, no Brooklyn. Daddy-O ficou impressionado com a energia de Paul, dizendo que sua apresentação com a música “Cavern”, de Liquid Liquid, foi “como se estivesse furioso com os toca-discos”. Paul atribui à música “Flash To The Beat”, de Grandmaster Flash, o motivo pelo qual comprou sua bateria eletrônica.
Prince Paul produziu “The Gas Face” e “Brooklyn-Queens” na estreia do 3rd Bass em 1989, com The Cactus Album. A versão original de “The Gas Face” foi gravada em fita cassete de 4 faixas e começou como engano. Paul queria mudar a batida depois de perceber que o padrão não era o que ele pretendia, mas MC Serch e Pete Nice o convenceram a mantê-la. A música foi gravada no dia 4 de julho.
Paul também trabalhou nos três primeiros álbuns do De La Soul, 3 Feet High and Rising (1989), De La Soul Is Dead (1991) e Buhloone Mindstate (1993). O álbum De La Soul is Dead recebeu uma crítica de cinco microfones do The Source. De acordo com Paul, 3 Feet High and Rising (1989) teve um orçamento de cerca de US$ 20.000 e levou um mês e meio para ser feito. No livro de Brian Coleman de 2007, Check the Technique, Paul refletiu sobre seu trabalho com De La Soul dizendo: “Se houvesse um sinal da existência de Deus, De La Soul seria essa prova para mim. Nunca tive um encaixe tão perfeito em nenhuma outra situação de produção."
Em 1990, Russell Simmons deu a Prince Paul um selo sob sua gravadora Def Jam, mas o único álbum, It Takes a Nation of Suckers to Let Us In, de Resident Alien, nunca foi lançado oficialmente. Ele está disponível como um lançamento não oficial, que é diferente de um bootleg.
Junto com Frukwan do Stetsasonic, Too Poetic do Brothers Grimm e RZA do Wu-Tang Clan, Prince Paul formou o grupo Gravediggaz. Eles gravaram uma demo juntos em 1991 e lançaram seu primeiro álbum Niggamortis/6 Feet Deep em 1994 pela Gee Street Records. Antes de assinar um contrato com a Gee Street, Eazy-E queria lançar o álbum pela Ruthless Records. Paul viajou para Los Angeles para se reunir com Eazy-E e Jerry Heller, mas não ficou satisfeito com o contrato e recusou. Depois que o grupo assinou contrato com a Gee Street, Paul calculou que eles levaram cerca de seis meses para concluir o álbum.
Prince Paul também contribuiu para vários outros projetos durante esse período. Ele produziu três músicas para o álbum Sex and Violence, de 1992, do Boogie Down Productions, embora mais tarde tenha expressado frustração pelo fato de o grupo ter lançado o álbum antes de ele ter finalizado e polido essas faixas. Em 1995, Paul e Teo Macero colaboraram para produzir a estreia solo do guitarrista Vernon Reid e, em 1996, ele apareceu no álbum de compilação America Is Dying Slowly. Além disso, Paul uniu forças com o rapper Superstar, de Amityville, para lançar um supergrupo chamado Horror City. Paul produziu um álbum do Horror City, mas não conseguiu comercializá-lo com sucesso para nenhuma gravadora. Por fim, Paul decidiu oferecer o álbum intitulado Horror City para download gratuito em 2010.
Em 1996, durante as primeiras sessões de gravação de Stakes Is High, De La Soul e Prince Paul decidiram se separar. Embora Paul não tenha participado da produção do álbum, ele o elogiou em várias entrevistas, dizendo uma vez: “Eu estava passando por um período de transição séria em minha vida quando o álbum foi lançado. Eu estava tentando descobrir qual seria a próxima coisa que faria; estava passando por um processo de custódia do meu filho e estava ficando sem dinheiro. Havia muitas coisas acontecendo na época e, de certa forma, aquele álbum me ajudou a superar tudo."
Depois de se separar do De La Soul, Paul lançou dois álbuns solo nos anos seguintes: Psychoanalysis: What Is It? (1996) e A Prince Among Thieves (1999). Esses álbuns contaram com uma grande variedade de rappers, incluindo Big Daddy Kane, Xzibit, Kool Keith e Everlast. Quando Paul estava gravando Psychoanalysis: What Is It?, ele achava que sua carreira estava encerrada e teve dificuldade em encontrar pessoas que quisessem participar do projeto. Muitos dos vocais foram feitos por amigos que não faziam parte da indústria musical. Anos mais tarde, ele se lembrou de ter pensado: “Algumas pessoas podem ficar chateadas com isso, mas e daí? É provavelmente o último disco que farei de qualquer maneira", durante a gravação de "Beautiful Night (Manic Psychopath)". A música é muito sombria e trata de estupro, racismo e violência.
De acordo com Paul, ele propôs originalmente a ideia de A Prince Among Thieves a Russell Simmons no início dos anos 90, mas Simmons não se interessou. Ao descrever seus objetivos para o álbum em uma entrevista, ele disse: “Eu queria fazer um filme em cera. Queria fazer um álbum infantil para adultos." Para se preparar para o álbum, ele assistiu a muitos filmes B e tentou usar cenas de vários filmes como inspiração. Em A Prince Among Thieves, Paul também reaproveitou algumas das batidas que havia composto inicialmente para Horror City. Além da extensa lista de rappers no álbum, Paul procurou Vanilla Ice para se apresentar em “Handle Your Time” com Sadat X e Xzibit. Ele também procurou The Notorious B.I.G. para fazer uma participação no álbum e deveria se encontrar com ele na noite em que foi assassinado.
Prince Paul formou a dupla Handsome Boy Modeling School com Dan the Automator. Seu primeiro álbum de 1999, So... How's Your Girl?, contou com a participação de Sean Lennon, Del the Funky Homosapien, Alec Empire e Don Novello.

### Século 21
Paul contribuiu para vários projetos no ano 2000. Seu trabalho daquele ano inclui a música “The Fantabulous Rap Extravaganza” no álbum de Deltron 3030, bem como It's Very Stimulating, o EP de estreia de MC Paul Barman.
O álbum de 2003 de Prince Paul, Politics of the Business, contou novamente com vários convidados, como Chuck D, Ice-T, The Beatnuts e Wordsworth. Esse último também colaborou em uma faixa que Paul compôs para a trilha sonora do filme The SpongeBob SquarePants Movie. Paul seguiu esse projeto com um segundo álbum da Handsome Boy Modeling School, White People, em 2004. Seu próximo álbum solo foi Itstrumental (2005). Ele engloba uma variedade de gêneros, baseando-se muito em samples do passado, especialmente de A Prince Among Thieves, e combinando-os com esquetes leves sobre sua depressão. Em 2023, Itstrumental é o álbum de estúdio mais recente de Paul.
Paul continuou a colaborar com outros artistas durante os anos 2000. Em 2005, ele produziu o álbum The Art of Picking Up Women, do The Dix, que combina um pouco da misoginia e da ostentação características do hip-hop com o R&B no estilo dos anos 1960. Ele também colaborou com Parliament, Don Newkirk e o tecladista do Talking Heads, Bernie Worrell, para lançar um álbum intitulado Turn My Teeth Up! (2007) sob o nome de Baby Elephant. Outro projeto que Paul produziu durante esse período foi Montezuma's Revenge, um álbum de 2009 do Souls of Mischief. Nesse álbum, Paul usou extensivamente equipamentos vintage, como o Emu SP-12, Ensoniq ASR-10, Akai MPC-60 e o Akai MPC-2000.
No Grammy Awards de 2006, em 2006, Prince Paul recebeu o prêmio Grammy de Melhor Álbum de Comédia por seu trabalho em Never Scared, de Chris Rock.
Em 2012, Paul falou abertamente em uma entrevista sobre a possibilidade de fazer outro álbum do De La Soul depois que Maseo fez alguns comentários públicos sobre uma possível reunião. Na entrevista, Paul afirma que pediu aos membros do De La Soul que trabalhassem em um novo álbum desde 1999. Embora ele quisesse fazer uma reunião em um determinado momento, parecia na entrevista que ele havia deixado a ideia de lado, em parte por causa das leis de sampling muito mais restritivas que existem atualmente. Ele disse: “É bom pensar nisso, mas gosto de onde paramos. Haveria muitas expectativas. Se eu fizesse outro disco do De La Soul, acho que não conseguiria estar à altura. Especialmente em uma época em que não posso utilizar samples abertamente".
Paul continuou a fazer contribuições ocasionais para vários projetos nas décadas de 2010 e 2020. Em 2016, ele colaborou com o grupo brasileiro de fusão de hip hop BROOKZILL! em um álbum intitulado Throwback to the Future. Em 2020, Prince Paul co-produziu a música “Pac-Man” do Gorillaz para a websérie Song Machine da banda.
Em 2017, Prince Paul entrou para o Conselho Consultivo de Criadores da Tracklib. Em uma entrevista com a Tracklib, Prince Paul declarou que “sei que a Tracklib ajudará (os produtores) porque dará a todos a oportunidade de utilizar samples sem ter que olhar por cima do ombro”.

## Equipamentos
Paul falou sobre seu gosto por equipamentos antigos em várias entrevistas. Uma de suas peças favoritas de equipamento vintage é o Akai S900, que ele credita por ter um som único, dizendo: “Embora seja grande e volumoso, nada soa como ele. Ele é bastante flexível, fácil de trabalhar e fácil de truncar seus samples e deixar as coisas do jeito certo... Quando você olha para toda essa nova tecnologia, tudo soa muito estéril. Tudo é super silencioso. Falta um pouco de algo. Quando eu conecto isso, é como se dissesse: 'Uau, isso é hip hop'".

## Coleção de discos
Ele é conhecido por utilizar samples de uma grande variedade de gêneros. O rapper Biz Markie disse certa vez sobre o estilo de produção de Paul: “A contribuição de Prince Paul para o hip-hop é que você poderia usar discos que não fossem de James Brown ou apenas break-beats.”

## Estilo e influências
Ao contrário da grande maioria dos produtores de hip-hop durante os anos 1980 e início dos anos 1990, Paul explorou muitos gêneros fora do funk e do soul para extrair samples.
Chris Rock listou o álbum Buhloone Mindstate como o número dez em sua lista dos “25 Melhores Álbuns”. Ele creditou ao álbum o fato de ter ajudado a moldá-lo como comediante. Em 1999, Rock participou do álbum de Paul, A Prince Among Thieves. Mais tarde, em 2005, o álbum de estreia de Rock foi produzido por Paul.
Paul atribui ao The Bomb Squad e ao Public Enemy uma influência significativa na produção inicial do De La Soul, dizendo: “A produção inicial do Public Enemy usava camadas e mais camadas e mais camadas, e seus arranjos sempre foram super incríveis para mim. Éramos como estudantes do que eles faziam." Além do The Bomb Squad, ele também cita George Clinton, Dr. Dre, Rick Rubin e Bernie Worrell como suas principais influências.
Embora Paul continue a utilizar samples, ele expandiu sua produção para incluir instrumentação ao vivo, incluindo guitarra, baixo e vários teclados analógicos. Para combinar elementos de sampling e instrumentação ao vivo, Paul agora reproduz alguns de seus samples com instrumentos. Em uma entrevista em 2010, ele descreveu o processo dizendo: “Cheguei a um ponto em que agora reproduzo samples com instrumentos. Aprendi a interpolar, mudar o som e tirar o pó para que, quando eu estiver reproduzindo certos samples, soe como um sample direto de um disco."
Paul creditou o processo de trabalho com Dan the Automator no projeto Handsome Boy Modeling School como algo que o ajudou a aprender muito sobre produção.

## Discografia

### Álbuns solo
- 1996: Psychoanalysis: What Is It? (WordSound Records, posteriormente reeditado pela Tommy Boy/Warner Bros. Records em 1997, com faixas bônus)

- 1999: A Prince Among Thieves (Tommy Boy/Warner Bros. Records)

- 2003: Politics of the Business (Razor & Tie)

- 2005: Itstrumental (Female Fun Records)

- 2005: Hip Hop Gold Dust (Antidote)

### Álbuns colaborativos
- 1986: On Fire (Stetsasonic)

- 1988: In Full Gear (Stetsasonic)

- 1989: 3 Feet High and Rising (De La Soul)

- 1991: Blood, Sweat & No Tears (Stetsasonic)

- 1991: De La Soul Is Dead (De La Soul)

- 1992: It Takes a Nation of Suckas to Let Us In (Resident Alien) (mais tarde lançado para download gratuito)

- 1993: Buhloone Mindstate (De La Soul)

- 1994: Niggamortis/6 Feet Deep (Gravediggaz)

- 1995: Prince Paul presents Horror City (Horror City) (mais tarde lançado para download gratuito)

- 1999: So... How's Your Girl? (Handsome Boy Modeling School)

- 2000: It's Very Stimulating (MC Paul Barman)

- 2004: White People (Handsome Boy Modeling School)

- 2005: The Art of Picking Up Women (The Dix)

- 2008: Baby Loves Hip Hop presents The Dino 5 (Dino 5)[29]

- 2012: Negroes on Ice (Negroes on Ice)

- 2016: Throwback to the Future (BROOKZILL!)

## Prêmios e indicações
| Ano  | Premiação     | Categoria               | Trabalho     | Resultado | Ref.   |
| ---- | ------------- | ----------------------- | ------------ | --------- | ------ |
| 2006 | Grammy Awards | Melhor Álbum de Comédia | Never Scared | Venceu    | [ 30 ] |